# Molinaea
Genre
Molinaea est un genre de plantes à fleurs de la famille des Sapindaceae.

## Liste d'espèces
Selon NCBI (14 août 2010) :
- Molinaea petiolaris
- Molinaea sp. Antilahimena 4301

Autres noms d'espèces
- Molinaea alternifolia
- Molinaea andronensis
- Molinaea brevipes
- Molinaea laevis
- Molinaea macrantha
- Molinaea retusa
- Molinaea sessilifolia
- Molinaea tolambitou

## Référence
- (en) Madagascar Catalogue : Molinaea
- (en) World Checklist of Selected Plant Families (WCSP) : Molinaea
- (fr) Tela Botanica (La Réunion) : Molinaea
- (en) NCBI : Molinaea (taxons inclus)